# Messerschmitt Me 261
El Messerschmitt Me 261 Adolfine fue diseñado a finales de 1930, a partir del Bf 110, como un avión de largo alcance. Sin embargo, no entró en producción.

## Diseño y desarrollo
En 1937, Messerschmitt comenzó el proyecto 1064, un estudio realizado para un avión de reconocimiento de largo alcance, y tomó el diseño básico del Bf 110  como  base. El Proyecto 1064 tenía un largo y delgado fuselaje con dos motores montados en las alas. Planeado desde el principio como un avión sin precedentes. Después de convencerse de que el avión era capaz de romper el récord de vuelo de larga distancia, el RLM (Ministerio del Aire del Reich) acepta el proyecto dándole la denominación de Me 261. 
El objetivo previsto del proyecto era un ejemplar completo de la aeronave para llevar la Llama Olímpica desde Garmisch-Partenkirchen a Tokio (Japón sería la sede de los Juegos Olímpicos del Verano de 1940) en lo que sería un vuelo récord sin parar (9445 kilómetros). El plan captó la atención de Adolf Hitler en una etapa temprana en su diseño y en homenaje, el avión llevaría el sobrenombre: Adolfine
El Me 261 incorporaba una serie de características bastante adelantadas para la aviación. El ala fue diseñada para servir como tanque de combustible y su profundidad en el ala de root, que es sólo ligeramente inferior a la altura del fuselaje. El propio fuselaje era casi de sección rectangular, con espacio para cinco miembros de la tripulación, dos pilotos sentados de lado a lado con el radio operador directamente detrás del compartimento delantero, mientras que un navegador y un ingeniero de vuelo se encontraban en la parte trasera del fuselaje en una estación escalonada.
Estaba propulsado por cuatro motores Daimler-Benz DB 601, acoplados entre sí de dos en dos en un "sistema de potencia", conocido como la base de datos 606, originalmente desarrollado para el Heinkel He-177, un bombardero estratégico. 
El Me 261 tenía un convencional y retráctil tren de aterrizaje, aunque tenía unos inusualmente grandes y voluminosos neumáticos de baja presión, tanto como los aviones de hoy en día, lo que impedía que la aeronave se tambaleara en las ásperas pistas de aterrizaje. El diseño del tren de aterrizaje principal parece utilizar puntales principales que giran 90 grados hacia atrás durante la secuencia de retracción, que tenía las ruedas principales retraídas que descansaba sobre los puntales, al igual que los ejemplares de producción del Junkers Ju 88. Incluso la rueda de cola era de un mayor tamaño que el promedio, con neumático de baja presión.

## Historia operacional
La construcción de tres prototipos se inició en Augsburgo durante la primavera de 1939, pero el progreso fue lento debido a la constatación de que era probable que antes de salir, los Juegos Olímpicos serían cancelados. El diseño original del 261 como avión de reconocimiento de largo alcance había sido olvidado y fue visto como no estratégico y casi abandonado, con la detención de todos los trabajos en agosto de 1939.
Sin embargo, el Ministerio del Aire comprobó que podría ser un vehículo útil para la evaluación de operaciones de largo alcance y los trabajos se reanudaron en el verano de 1940.
Me 261 V1
El primer vuelo del Me 261 V1 fue el 23 de diciembre de 1940, pilotado por el piloto de pruebas de Messerschmitt, Karl Baur. Willy Messerschmitt escribió a Ernst Udet a principios de 1941 con los resultados del primer vuelo, la predicción era de una autonomía de más de 2.000 kilómetros para el avión. La decisión de utilizar la base de datos del motor 606 era un problema porque sólo unos pocos estaban disponibles para proyectos de desarrollo, ya que la mayoría se necesitaban para los modelos ya en producción, como el Heinkel He 177. El Me 261 V1 fue gravemente dañado durante el ataque de los bombardeos aliados en Lechfeld en 1944 y finalmente desechado. 
Me 261 V2
El primer vuelo del Me 261 V2 fue a principios de 1941. Por ahora el pensamiento oficial veía al Me 261 como avión de reconocimiento marítimo de largo alcance. Messerschmitt se dio cuenta de que el hecho de cargar el combustible en las alas de la aeronave, descartaba acoplar armamento en ellas, por lo que ambos prototipos fueron probados para la resistencia durante 1943. Hubo una sugerencia de que uno o los dos se utilizasen para lanzar propaganda y folletos sobre Nueva York, pero no salió nada de esa idea. El Me 261 V2 resultó dañado durante el ataque de los bombardeos aliados con el V1 y fue desechado más tarde.
Me 261 V3
El V3 se diferenciaba de sus predecesores por que se alimenta de dos motores DB 610 (otro diseño de motor de dos a dos) y espacio para dos tripulantes adicionales. El primer vuelo del Me 261 V3 fue a principios de 1943. Este avión tenía la más larga serie de pruebas de vuelo. El 16 de abril de 1943, el Me 261 V3 fue pilotado por Karl Baur una distancia de 4.500 kilómetros en el tiempo de 10 horas, estableciendo un récord de resistencia no oficial, el cual no podría ser confirmado debido a las condiciones de guerra. En julio de 1943, el sistema hidráulico del Me 261 V3 falló en el aterrizaje y la pata del tren de rodaje se derrumbó. El V3 fue transportado para las reparaciones a Oranienburg, y después utilizado en algunas misiones de largo alcance para la división de reconocimiento de la Luftwaffe. Su destino final es desconocido.